# Veículo aéreo não tripulado de vigilância e reconhecimento

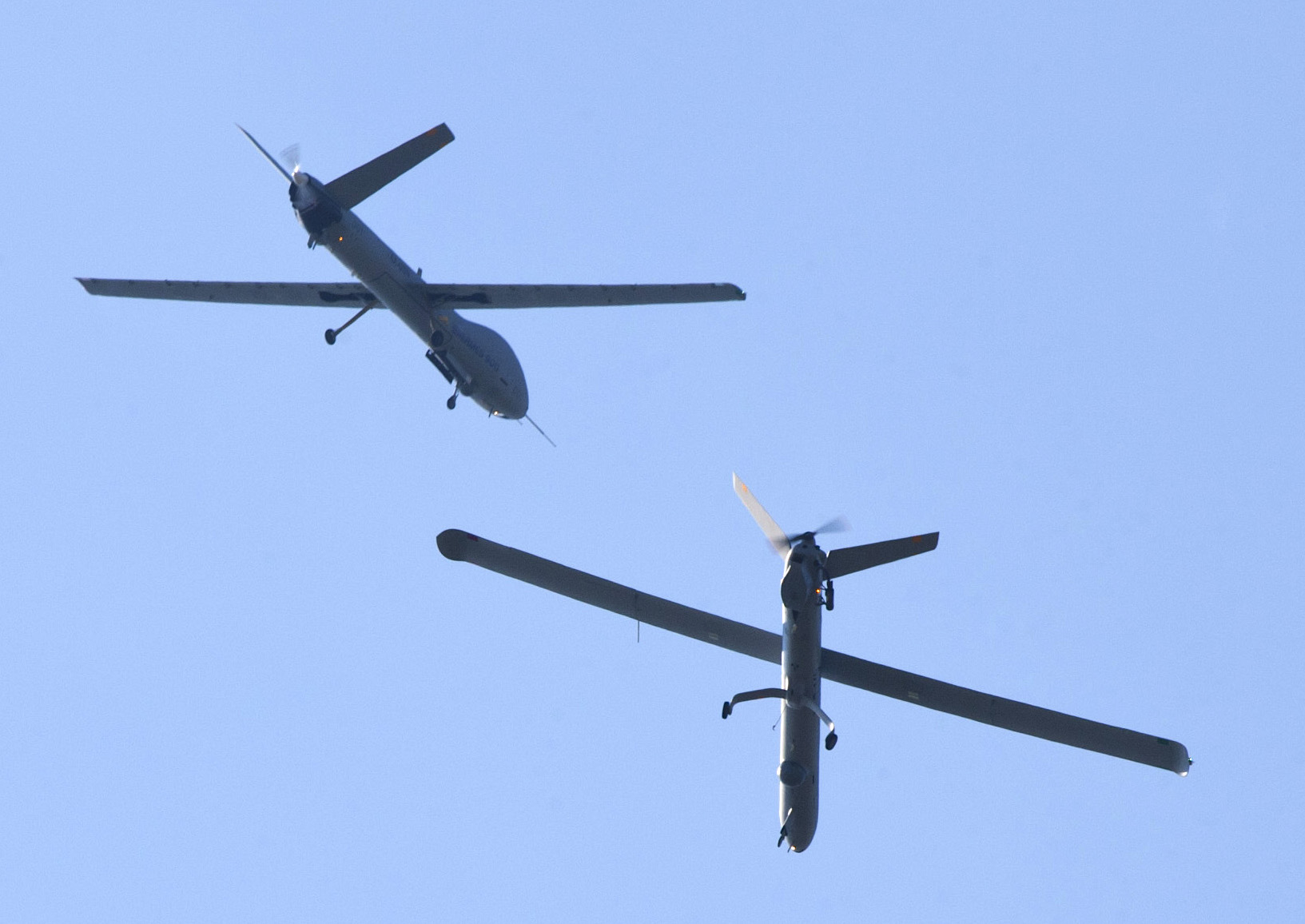
Hermes 450 e Hermes 900 israelenses em ala

Um veículo aéreo de vigilância e reconhecimento não tripulado é um veículo aéreo não tripulado (VANT) de uso militar que é usado para vigilância e reconhecimento aéreo. Ao contrário de um veículo aéreo de combate não tripulado, este tipo de sistema não foi desenvolvido para carregar armamento aeronáutico, como bombas e mísseis. A principal função deste tipo de drone é prover informações do campo de batalha.

## Modelos em operação
| Modelo                            | Produtora                    | Nacionalidade  |
| --------------------------------- | ---------------------------- | -------------- |
| Elbit Hermes 450                  | Elbit Systems                | Israel         |
| Elbit Hermes 900                  | Elbit Systems                | Israel         |
| Kronshtadt Orion                  | Kronstadt Group              | Rússia         |
| Northrop Grumman RQ-4 Global Hawk | Northrop Grumman             | Estados Unidos |
| Northrop Grumman MQ-4C Triton     | Northrop Grumman             | Estados Unidos |
| TAI Gözcü                         | Turkish Aerospace Industries | Turquia        |
| EMT Luna X-2000                   | EMT Penzberg                 | Alemanha       |
| Selex ES Falco                    | Leonardo                     | Itália         |
| IAI Eitan                         | Israel Aerospace Industries  | Israel         |
| IAI Heron                         | Israel Aerospace Industries  | Israel         |